# 1590 Tsiolkovskaja
1590 Tsiolkovskaja (1933 NA) là một tiểu hành tinh vành đai chính được phát hiện ngày 1 tháng 7 năm 1933 bởi G. Neujmin ở Simeis.